# S 489.0
230 (до 1988 года — серия S 489.0) — четырёхосный электровоз переменного тока (25 кВ), используемый железными дорогами Чехии.
Прообразом этой серии послужил шестиосный электровоз S 699.0 (заводская серия (32Е) — электровоз прототип, изготовленный в 1963 году на народном предприятии Škoda им. В. И. Ленина в городе Пльзень. Автор дизайна электровоза — чешский дизайнер Отакар Диблик.
На буферном брусе — буфера и винтовая сцепка. Кузов электровоза каркасно-ферменной конструкции обшит стеклопластиком. Вход в электровоз — через двери в кабине машиниста.

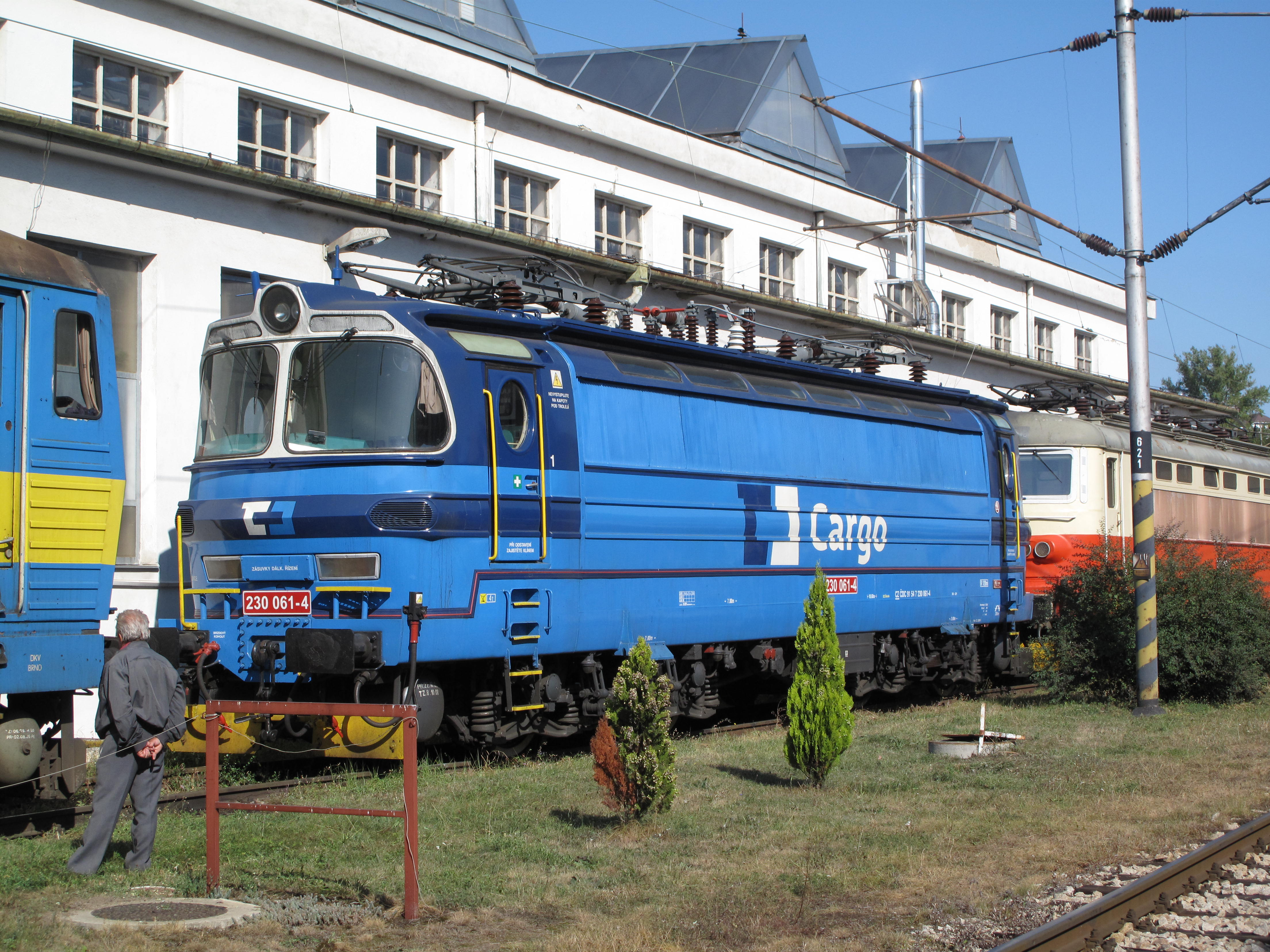
Электровоз 230 в окраске ČD Cargo

В 1966—1967 гг. было изготовлено 110 ед. электровозов. Они были направлены в локомотивные депо в городах: Йиглава, Брно, Пльзень, Братислава.
Хотя электровоз проектировался для пассажирских перевозок, ныне он используется в основном для грузовых поездов. Одним из перевозчиков, владеющих ныне электровозами этой серии, является компания ČD Cargo.